# .cd
.cd je internetová národní doména nejvyššího řádu pro Demokratickou republiku Kongo. Byla vytvořena roku 1997 jako náhrada za .zr, která zanikla se změnou názvu země.
Kromě rezervovaných domén .com.cd, .net.cd, .org.cd a dalších, si kdokoliv může zaregistrovat doménu. Doménové jméno je populární (a taky ekonomicky výhodné) jako mnemotechnická pomůcka pro kompaktní disky (CD), stejně jako jiné ccTLD, např. .fm, .am, .tv a .dj.